# Milovan Djilas
Milovan Djilas (sinh ngày 12 tháng 6 năm 1911 ở Montenegro - mất ngày 20 tháng 4 năm 1995 tại Beograd) là một nhà hoạt động chính trị Nam Tư, một nhà văn. Ông là đảng viên đảng cộng sản Nam Tư từ năm 1932, là một trong những người bạn chiến đấu thân cận nhất của Tito trong thời chiến tranh thế giới thứ hai. Sau chiến tranh Milovan Djilas được bầu làm Phó Tổng thống Nam Tư kiêm Chủ tịch Quốc hội Nam Tư. Vì nêu ra những mặt trái của chế độ cộng sản ở Nam Tư, ông bị tù nhiều lần và trở thành một trong những nhà bất đồng chính kiến nổi tiếng nhất Nam Tư và cả Khối phía Đông.

## Tiểu sử

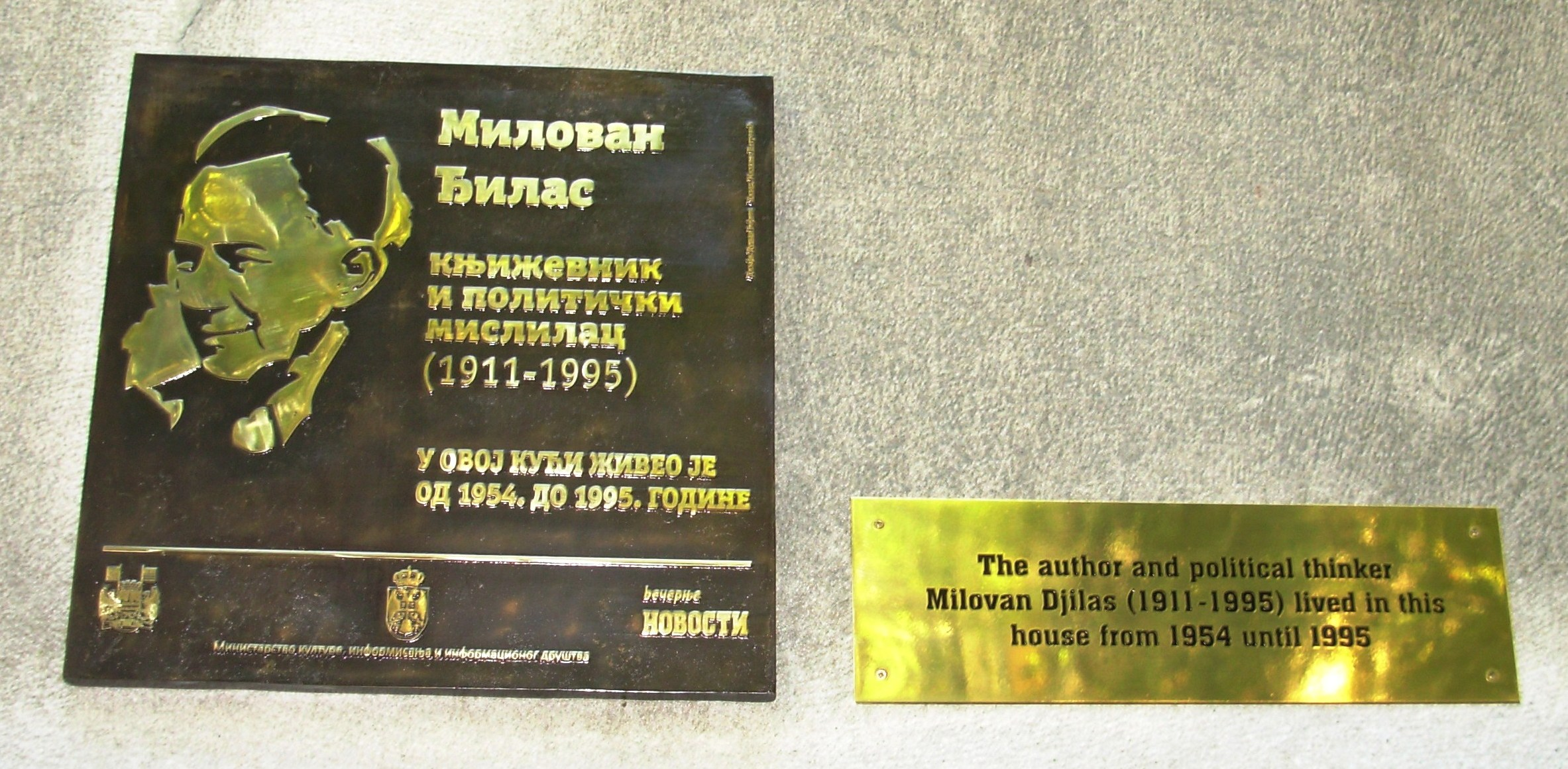
Bảng tưởng niệm Milovan Djilas ở Belgrad

Sinh ra ở Podbišće, một làng gần Mojkovac thuộc Montenegro, là con thứ 4 trong một gia đình có 11 người con, cha là cảnh sát. Qua các thầy giáo, ông đã chịu ảnh hưởng của những tư tưởng của Karl Marx và Vladimir Ilyich Lenin, cũng như các sách của Fyodor Mikhailovich Dostoevsky, Leo Tolstoy, và các nhà văn nổi tiếng khác. Djilas vì vậy có tư tưởng thân cộng trước khi vào đại học. Ông tham gia đảng Cộng sản Nam Tư vào năm 1932, lúc đó ông đã học được 3 năm tại đại học Beograd ngành Triết học và Luật pháp. Sau khi được bằng cử nhân luật, Djilas bị bỏ tù vì chống lại chế độ quân chủ độc tài Nam Tư và bị bỏ tù 3 năm cho tới 1936. Vào năm 1938 ông được bầu vào ủy ban Trung ương đảng và trở thành thành viên bộ chính trị vào năm 1940.
Vào tháng 4 năm 1941, khi Đức quốc xã và phát xít Ý đánh bại quân đội hoàng gia Nam Tư, Djilas giúp đỡ Tito thành lập lực lượng du kích kháng chiến, và thuộc nhóm chỉ huy du kích tối cao trong chiến tranh, với chức vụ trung tướng.
 Ngoài ra ông cũng là chủ bút báo Đảng Borba (cuộc Đấu tranh) và Nova Jugoslavija (Nam Tư mới).
Vào tháng 3 năm 1944 ông tới Moskva trong một phái đoàn đại diện cho đảng cộng sản và quân đội Nam Tư. Ở đó ông đã nói chuyện với Georgi Dimitrow, Molotov và nhiều lần với Stalin.
Khi chiến tranh chấm dứt, 1945, ông trở thành bộ trưởng trong nội các của Tito. Ông đóng vai trò quan trọng trong nỗ lực giữ được Nam Tư độc lập với Liên Xô vào năm 1948. Những kinh nghiệm chiến tranh của Djilas, và những cuộc gặp mặt với Stalin dần dần làm tan vỡ những ảo tưởng của ông với chủ nghĩa Stalin, với Liên Xô và dần dần cả với chủ nghĩa cộng sản.
Vào tháng 1 năm 1953 Djilas được phong làm phó tổng thống, và vào tháng 12 ông được bầu làm chủ tịch quốc hội liên bang. Tuy nhiên chỉ trong một tháng, khi những chỉ trích của ông về đảng Cộng sản ngày càng mãnh liệt (ông công khai buộc tội nhân viên chính quyền và đảng viên đã tham nhũng và phản bội những lý tưởng cộng sản trong bài viết "Anatomy of a Moral" (mổ xẻ đạo đức)) và những kêu gọi của ông gia tăng cởi mở về phương diện chính trị dẫn tới việc ông bị tước cả các chức vụ chính trị, và vào tháng 4 năm 1954, ông tự rút ra khỏi đảng. Vào ngày 25 tháng 12 năm 1954, trong một bài phỏng vấn với tờ báo The New York Times trong đó ông ta nhận xét tình trạng chính trị ở Nam Tư là "toàn trị", nói thêm là nước của ông đang bị lãnh đạo bởi "những lực lượng không dân chủ" và "phản động". Ông cũng kêu gọi thành lập một đảng Dân chủ Xã hội chủ nghĩa mới, ủng hộ hệ thống chính trị 2 đảng. Bởi vì bị cho là "tuyên truyền có tính cách thù nghịch" này Djilas bị xử 18 tháng tù treo.
Tháng 12 năm 1956, Milovan Djilas bị xử ba năm tù giam vì vì dám viết trên báo Hoa Kỳ ủng hộ cuộc nổi dậy 1956 của Hungary. Bản thảo tác phẩm "Giai cấp mới" (the new class) được Milovan Djilas hoàn thành trong tù, được bí mật gửi ra nước ngoài và xuất bản ở New York năm 1957. Vì vụ này ông bị kết án bảy năm tù giam. Milovan Djilas được tha trước thời hạn vào năm 1961. Ngay sau đó ông cho xuất bản từng phần tác phẩm "Nói chuyện với Stalin", và vì vậy năm 1962 lại phải ra toà một lần nữa. Năm 1966, Milovan Djilas được ân xá và được chính phủ cấp lương hưu vì có công trong cuộc kháng chiến chống phát xít, nhưng vẫn bị cấm xuất bản trên lãnh thổ Nam Tư, cấm phát biểu với giới báo chí trong thời hạn 5 năm. Song điều đó không ngăn được ông tiếp tục sáng tác. Trong thời gian từ 1970 đến 1986 ông bị cấm xuất ngoại.
Năm 1982 ông lên tiếng ủng hộ Công đoàn Đoàn kết Ba Lan, và trong những năm 1990 ông liên tiếp lên án chính sách của chính quyền Milošević.

### Những bài viết chọn lọc
- "Disintegration of Leninist Totalitarianism", in 1984 Revisited: Tolitarianism in Our Century, New York, Harper and Row, 1983, ed. Irving Howe
- "The Crisis of Communism". TELOS 80 (Summer 1989). New York: Telos Press

## Quan điểm về sự sụp đổ của Nam Tư và Liên Xô
Đilas phản đối sự sụp đổ của Nam Tư và những xung đột về các giống dân trong thập niên 1980 và 1990, đã dự đoán trong thập niên 1980 là sự sụp đổ sẽ xảy ra. Trong năm 1981, ông dự đoán là Nam Tư sẽ sụp đổ vì các giống dân và các khuynh hướng quốc gia khi Tito qua đời:

"Hệ thống chính trị của chúng ta được gầy dựng chỉ cho Tito. Bây giờ khi Tito mất và tình trạng kinh tế trở nên nghiêm trong, tự nhiên sẽ có một khuynh hướng tập trung quyền lực hơn nữa. Nhưng việc tập trung này sẽ không thành công bởi vì nó phải chống cự lại những lực lượng chính trị chủng tộc tại các cộng hòa. Đây không phải những chủ nghĩa dân tộc cổ điển mà là chủ nghĩa dân tộc hành chính dựa trên những lợi ích kinh tế cá nhân. Đó là lý do hệ thống chính trị Nam Tư sẽ bắt đầu sụp đổ."

## Nhận xét
- Về Stalin (trong phần kết luận của cuốn sách "Nói chuyện với Stalin", viết tại Belgrad, 9.11.1961):

| “ | "Stalin có thể thực hiện mọi tội ác, chưa có tội ác nào mà ông ta không phạm. Dù dùng tiêu chuẩn nào thì ông ta cũng là một kẻ tội đồ vĩ đại nhất trong lịch sử nhân loại, chúng ta hãy hi vọng như thế. Vì ông ta là sự kết hợp của sự tàn ác của Caligula, sự cầu kì của Borgia và sự man rợ của Ivan Bạo chúa." | ” |